# West Kington
West Kington – wieś w Anglii, w hrabstwie Wiltshire. Leży 58 km na północny zachód od miasta Salisbury i 148 km na zachód od Londynu.